# KDE系统卫士
KDE 系统卫士（KDE System Guard），也称为KSysGuard ，是类 Unix系统上KDE平台的任务管理器和性能监视器。它可以监视本地和远程主机，这一功能通过在远程主机上运行 ksysguardd 守护进程并将GUI (ksysguard) 通过SSH连接到远程实例来实现。它可以检索简单的值或复杂的数据（例如表格），并在各种图形显示中显示这些信息。并且各种信息与图表都能在工作表中组织与显示。它还提供了一个详细的top风格的进程表。
KDE 系统卫士是对 KDE 1.x 任务管理器 KTop 的重写。